# Idioma miyako
Miyako es un idioma hablado por unas 55 783 personas en las islas Miyako al sur de Okinawa (Japón). Es una lengua ryukyuense, relacionado sobre todo con el yaeyama.
Se pueden distinguir dos grupos dialectales: Irabu y Miyako (en la isla principal).
Es única entre las lenguas japónicas en que admite consonantes al final de sílaba.